# نجد العزب (يريم)

تعديل مصدري - تعديل

نجد العزب هي إحدى قرى عزلة بني منبة بمديرية يريم التابعة لمحافظة إب، بلغ تعداد سكانها 114 نسمة حسب تعداد اليمن لعام 2004.